# Margarethe von Rodemachern

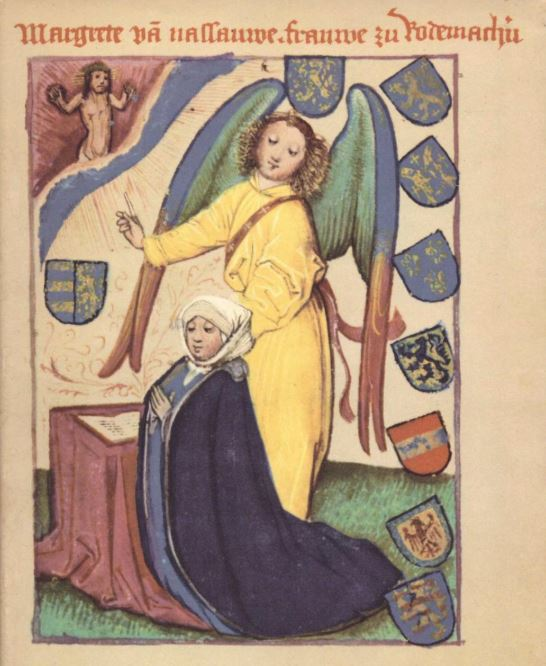
Margarete von Nassau, Frau zu Rodemachern, im Gebet, links das Ehewappen Rodemachern-Nassau (Gebetbuch in Weimar, Q 59)

Margarethe von Rodemachern (* 26. April 1426 in Saarbrücken; † 5. Mai 1490, bestattet in Mainz), auch bekannt als Margarethe (oder Margarete) von Nassau-Saarbrücken, war eine spätmittelalterliche adlige Büchersammlerin. Die Tochter Elisabeths von Lothringen erbte handgeschriebene Bücher von ihrer Mutter und erweiterte ihre Sammlung, die teilweise erhalten ist, durch Kauf, Tausch und Auftragsarbeiten.

## Biografie
Margarethe war die Tochter Graf Philipps I. von Nassau-Saarbrücken und seiner zweiten Gemahlin Elisabeth von Lothringen. Sie hatte zwei ältere Brüder, die Grafen Philipp und Johann. Ihr Vater starb, als sie drei Jahre alt war. Sie wuchs am Hof in Saarbrücken auf.
1441 wurde die fünfzehnjährige Margarethe mit Gerhard von Rodemachern vermählt, Sohn von Johann von Rodemachern und Irmgard von Bolchen, die zum Zeitpunkt der Vermählung beide bereits verstorben waren.
Gerhard und Margarethe residierten in Rodemachern in Lothringen, das damals zum Herzogtum Luxemburg gehörte. Als Wittum erhielt Margarethe die Herrschaft Reichersberg bei Diedenhofen. Gerhard, der im Spannungsfeld zwischen Frankreich und Burgund–Habsburg stets eine antiburgundische Einstellung vertrat, starb vermutlich in den 1480er Jahren; Zeit seines Lebens war er in kriegerische Auseinandersetzungen verwickelt gewesen.
Das Ehepaar hatte fünf Töchter, von denen zwei ins Trierer Agnetenkloster gingen. Die Tochter Margarethe (um 1450 – 1509) heiratete 1473 Graf Eberhard von Sayn-Wittgenstein.
Nach ihrem Tod am 5. Mai 1490 wurde Margarethe von Rodemachern im Mainzer Karmelitenkloster beigesetzt, wo ihr Grabmal mit Figur noch erhalten ist.

## Margarethes Büchersammlung
Margarethe erbte Bücher von ihrer Mutter und ihrem an Literatur interessierten Bruder Johann. Weitere Bücher erwarb sie durch Kauf oder Tausch, andere ließ sie anfertigen. Um Margarethe bildete sich ein Kreis von literaturinteressierten Adeligen, zu denen neben ihrem Bruder Johann z. B. ein Herr Winrich zu Püttlingen bei Diedenhofen/Thionville, eine Herrin von Berburg und ihr Kaplan Philipp von Bolchen gehörte.
Zum Besitz der Margarete von Rodemachern gehörten u. a. folgende Bücher:
1. Ein Andachtsbuch (= Gotha Chart. B 237 I)
2. Ein Sammelband von 1429 mit Exempeln, Gebeten, einer Tierfabel, einer Spruchsammlung und der Erbauungsschrift des sog. 'Spiegelbuchs' (= Gotha Chart. B 237 II)
3. Ein Gebetbuch ihrer Mutter Elisabeth (= Hamburg SB theol. 2061)
4. Ein von Margarethe in Auftrag gegebenes Gebetbuch, das heute in Weimar aufbewahrt wird (= Weimar Q 59). Es besitzt eine Bilderkassette (um 1460) und wurde von ihrer Tochter Margarethe, Gräfin zu Sayn-Wittgenstein, bis 1509 weitergeführt.
5. Eine Ausgabe des Buches der Tafeln von dem christlichen Glauben und Leben' des Dietrich von Delft (um 1403/17), angefertigt um 1460 (= Bibliothek Berleburg RT 2/2)
6. Ein „Buch von den 24 Alten“ des Otto von Passau
7. Eine Vita der hl. Katharina von Siena
8. Ein Leben der Hl. Agnes
9. Ein Arzneibuch
10. Eine deutsche Fassung des „Speculum humanae salvationis“, zusammengebunden mit einem Passionale (= Bibliothek Berleburg A 167)
11. Eine 1457 von Johann von Binsfeld geschriebene Fassung des „Loher und Maller“ (heute verschollen)